# Gerardus Mercator
Gerardus Mercator — споруджений у 1997 році землесосний самовідвізний снаряд (trailing suction hopper dredger, TSHD).

## Характеристики
Земснаряд спорудила на замовлення відомої бельгійської компанії Jan De Nul нідерландська верф IHC Dredgers у Кіндердайку. Судно назвали на честь відомого фламандського картографа 16 століття — Герарда Меркатора.
Земснаряд призначений для робіт на глибинах від 55 до 112 метрів, а для відвезення вибраного ґрунту використовується трюм об'ємом 18 047 м³. Вибірка ґрунту відбувається за допомогою двох труб діаметром по 1,2 метра, вивантаження — через труби діаметром 1 метр.
Пересування до місця виконання робіт здійснюється зі швидкістю до 15,2 вузла.
Загальна потужність силової установки судна становить 21,99 МВт, при цьому її основу становлять два двигуни MAN 9L48/60 потужністю по 9,45 МВт. Для видалення ґрунту використовуються два насоси потужністю по 3 МВт (також можливе застосування занурюваного насосу потужністю 3,2 МВт), а вивантаження відбувається за допомогою насосу  потужністю 14 МВт.
На борту забезпечується проживання 40 осіб.

## Завдання судна
В 1997-му "Gerardus Mercator" виконував підготовки траси газопроводу Інтерконектор, що сполучив Велику Британію та Бельгію.
Того ж 1997 року судно заділи для прокладання трубопроводу NorFra, яким до Франції мав постачатись норвезький природний газ . Над цим проектом працював цілий ряд земснарядів, як то Cristoforo Colombo, Galilei та Amerigo Vespucci, що ж стосується Gerardus Mercator, то йому довірили прокладання траншеї через зону суднового ходу Westhinder Shipping Channel на бельгійському шельфі. Тут було необхідно забезпечити заглиблення трубопроводу не менш ніж на 1 метр проти природного рівня морського дна протягом 5,3 км, при цьому ґрунти належали до дуже твердих глин. Зазвичай у таких умовах залучали фрезерні земснаряди, проте, враховуючи глибини понад 40 метрів, це потребувало б коштовних модифікацій. Наявність же нового потужного "Gerardus Mercator" дозволила виконати цю роботу за допомогою землесосу.
З 1999 по 2002 рік земснаряд працював у Сінгапурі, де реалізовували масштабний проект намиву острова Юронг. Кілька менших острівців за допомогою привізного піску з'єднали в один великий, на якому розташувалась надпотужна індустріальна зона. Цей проект міг би продовжуватись і надалі, однак з 2003 року Сінгапур з ряду причин політичного та екологічного характеру стикнувся з накладеним Малайзією та Індонезією ембарго на забір піску в їх водах, тоді як власні ресурси цього матеріалу у крихітній державі були вельми обмежені.
Під час сінгапурського мегапроекту Gerardus Mercator також залучали для робіт у іншій східноазійській країні — на Тайвані. Тут уздовж західного узбережжя острова прокладали трубопровід, який мав постачати природний газ, імпортований через термінал для ЗПГ Yung-An, до розташованого північніше Tung-Hsiao (розмістити цей інфраструктурний на суходолі не видавалось можливим через високу заселеність прибережної рівнини). Всього для спорудження трубопровода діаметром 900 мм та завдовжки 238 км передбачалось прокласти та потім засипати 236 км траншеї, для чого також використали фрезерний земснаряд Vesalius та землесос J.F.J. de Nul (останній всього за кілька років продадуть, а цю назву отримає найпотужніший в світі новий фрезерний земснаряд). При цьому Gerardus Mercator проклав біля 100 км траншеї на глибинах від 65 до 112 метрів. Іншим цікавим завданням для нього було видалення ґрунту на ділянці у 16 км для опускання в траншею трубопроводу: в 1999-му під час роботи J.F.J. de Nul виявилось, що в одному місці ґрунти занадто рухливі, щоб стінки траншеї утримались до завершення роботи трубоукладального судна. Як наслідок, у 2000-му потужний Gerardus Mercator забезпечив витягування наносів з-під газопроводу, котрий таким чином зміг зайняти проектне положення.
У першій половині 2005-го земснаряд працював на Далеком Сході у водах Росії, де велись роботи за нафтовидобувним проектом Сахалін-2. Для Лунського та Пільтун-Астохського нафтогазоконденсатних родовищ в порту Восточний (бухта Врангеля, котра відноситься до затоки Находка Японського моря) спорудили дві бетонні основи платформ, які збирали у спеціально створеному сухому доці. По завершенні основ їх вивели із затопленого доку, при цьому для руйнування перемички залучили Gerardus Mercator та фрезерний земснаряд Leonardo Da Vinci.
В кінці 2006-го Jan De Nul Group отримала замовлення на намив території у еміраті Дубаї за проектом Нью-Айленд, що передбачав створення за 50 км від узбережжя в районі з глибинами 20 метрів острова хрестоподібної форми, призначеного для використання з рекреаційною метою. Тут над вибіркою та переміщенням 29 млн м3 ґрунту, окрім Gerardus Mercator працювали фрезерний J.F.J. De Nul та ще один землесосний снаряд Juan Sebastian de Elcano.
У 2008-му Gerardus Mercator повернувся до робіт по намиву сінгапурського острова Юронг. Тепер джерелом для забору ґрунту були лише власні ресурси Сінгапура, тому проект передбачав створення майданчиків лише під найбільш важливі економічні проекти (такі, як контейнерний термінал Пасір-Панджанг та термінал для прийому зрідженого природного газу). Під час виконання цього завдання земснаряд щонайменше один раз вилучив з дна моря старі бомби та був вимушений вивантажувати їх на острові Судонг.
Після тривалого перебування у водах Азії Gerardus Mercator нарешті повернувся до Атлантичного океану, де навесні 2010-го здійснював днопоглиблювальні роботи у іспанському порту Валенсія.
А в 2011-му він почав роботи у бразильському муніципалітеті Ітагуай (штат Ріо-де-Жанейро). Тут розгорталось спорудження верфі та військово-морської бази за проектом Prosub-EBN — програмою будівництва підводних човнів типу Scorpène, ліцензію на які придбали у Франції. Окрім Gerardus Mercator-а, тут також працювали фрезерний земснаряд Hondius і землесоси Francesco Di Giorgio, Kaishuu, James Cook та Cristóbal Cólon.

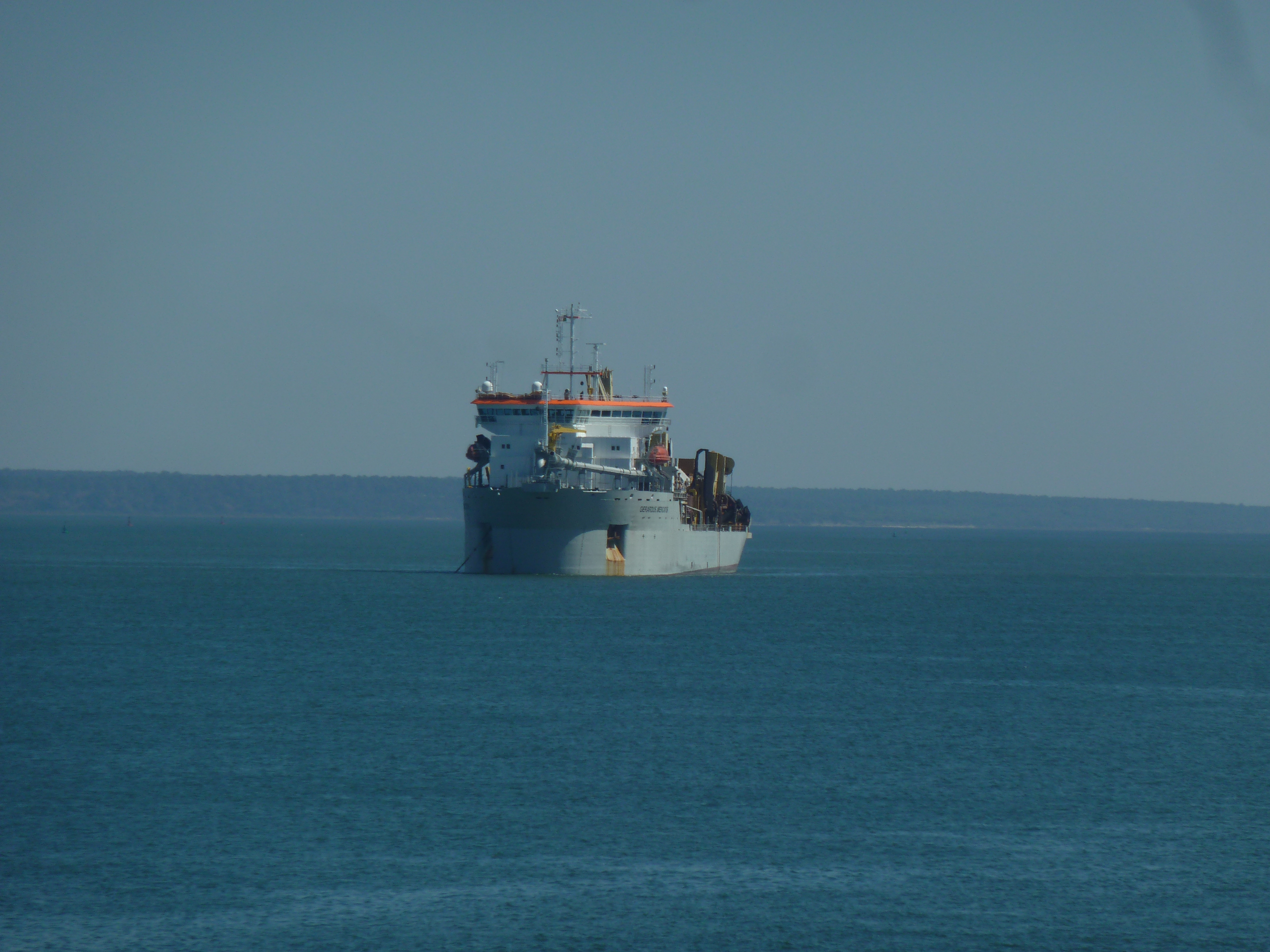
Знімок судна неподалік від Лісабону, вересень 2012-го

В кінці лютого 2012-го судно прибуло до іншого бразильського порту Ріо-Гранде у південному штаті Ріо-Гранді-ду-Сул, де необхідно було поглибити внутрішню частину підхідного каналу до 16 метрів. Перед тим підготовчі роботи тут провів менший землесосний снаряд Sanderus. Gerardus Mercator працював у Ріо-Гранде до початку квітня, після чого повернувся до Ітагуай.
Восени 2012-го судно вже було біля узбережжя Європи, у Балтійському морі. Тут воно більше ніж рік здійснювало роботи в межах проекту спорудження польского терміналу по прийому ЗПГ у Свіноуйсце.
В 2014-му земснаряд використали для прокладання нового проходу в естуарії Жиронда (вище по течії тоді ж працював невеликий землесосний снаряд Pinta).
На початку весни 2015-го Gerardus Mercator працював в районі Le Verdon-sur-Mer над спорудженням нового підхідного каналу до французького порту Бордо. Після цього з травня по серпень він здійснював намив території для розширення контейнерного терміналу в лагуні Bay Bietry на узбережжі Кот-д'Івуар (Гвінейська затока на західному узбережжі Африки). Далі Gerardus Mercator перейшов до узбережжя Нігерії, де дещо на схід від найбільшого міста країни Лагосу починалось спорудження потужного НПЗ Данготе-Леккі, котрий після введення повинен переробляти понад 30 млн тон нафти на рік. Тут за проектом потрібно було вибрати, перемістити не менш ніж на 8 км та намити 30 млн м3 ґрунту. Спершу роботу над прокладанням п'ятикілометрового підхідного каналу почав Gerardus Mercator, а на основному етапі до нього приєднались ще потужніші земснаряди Leiv Erikssson та Cristobal Colon.

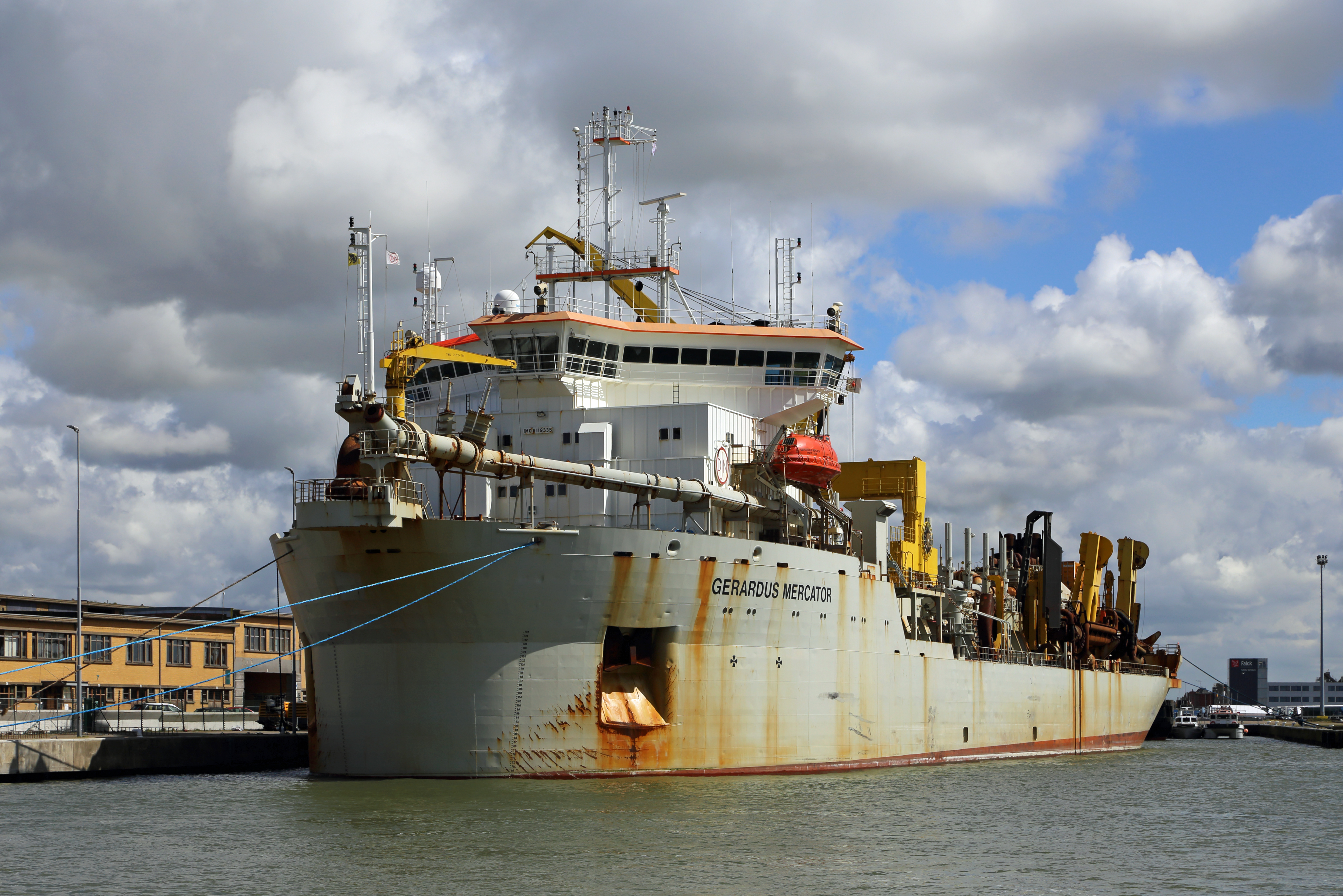
Gerardus Mercator в бельгійському порту Остенде у квітні 2017-го

Влітку 2016-го судно вирушило до Північного Льодовитого океану, де мало узяти участь в роботах по спорудженню на півострові Ямал порту Сабетта, призначеного для вивозу продукції заводу зі зрідження природного газу Ямал ЗПГ. Протягом більшої частини року тут стоять суворі льодові умови, що залишає для земснарядів лише невелике вікно з липня по жовтень та змушує відправляти сюди цілі експедиції, котрі можуть швидше виконати належний об'єм робіт. Тому в цей рік разом з Gerardus Mercator тут працювало ще дев'ять земснарядів, включаючи потужні фрезерні Fernão de Magalhães і Zheng He, а також землесосні Filippo Brunellesschi, Francis Beaufort, Al-Idrisi, Alexander Von Humboldt, James Cook, Kaishuu та Pinta. У сезоні 2016-го від них очікували вибірки понад 20 млн м3, з яких 60 % припадало на створення зовнішнього підхідного каналу довжиною 50 км.
У червні-липні 2017-го судно повинне було виконати роботи за проектом прокладання інтерконектору Nemo-Link, призначеного для з'єднання енергосистем Великої Британії та Бельгії. Того ж року земснаряд використовувався у незвичному проекті з очищення акваторії мальтійського порту Ла-Валетта від забруднених осадів. Тут він вивозив ґрунт, вибраний із акваторії ківшевим земснарядом.

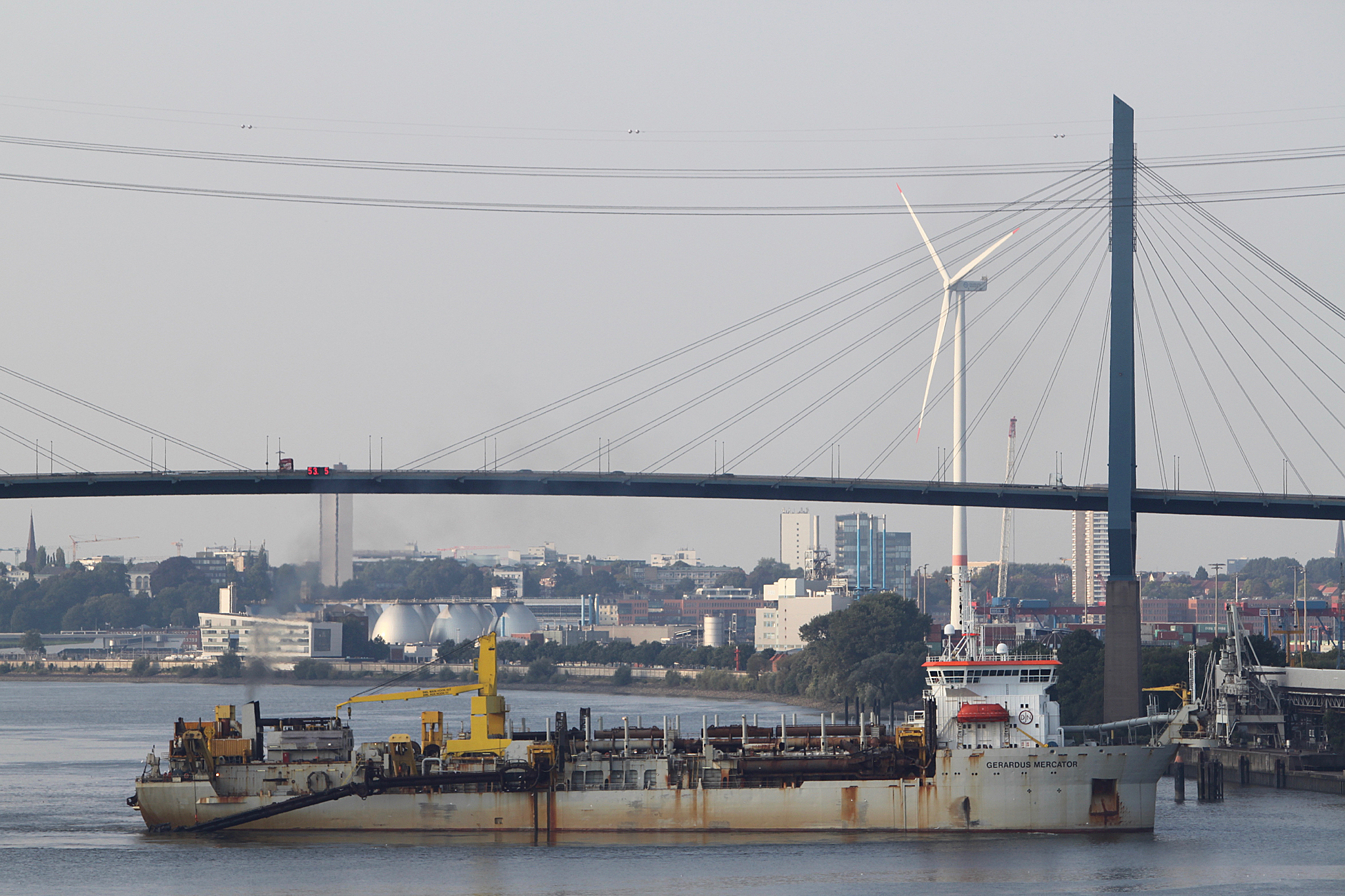
Земснаряд в порту Гамбурга у серпні 2017-го

В кінці грудня 2018-го судно прибуло в Балтійське море до литовського порту Клайпеда, де було задіяне у днопоглиблювальних роботах до початку травня наступного року. Разом з ним тут працював інший землесосний снаряд Francis Beaufort. В травні-червні 2019-го Gerardus Mercator використовували в роботах по створенню британської офшорної вітрової електростанції East Anglia ONE.
Осінню 2019-го земснаряд помітили на узбережжі окупованої марокканцями Західної Сахари, в порту Ель-Аюн, котрий використовується для вивозу фосфатів. Не виключено, що він був злучений до якихось робіт за анонсованим Марокко широкомасштабним проектом освоєння ресурсів території.
У січні 2020-го Gerardus Mercator прибув до Аргентини, де Jan De Nul уклала контракт на обслуговування підхідного каналу порту Баїя-Бланка. Він повинен довести глибини на цьому судновому ході довжиною 97 км та шириною 190 метрів до нормативного показника — 13,7 метра.